# Гу Кайчжи
Гу Кайчжи (*344 — †406) — визначний китайський художник, теоретик та реформатор живопису, поет, каліграф.

## Життєпис
Походив з аристократичної родини, яка мала суттєвий вплив за часів династії Цзінь. Отримав гарну освіту. Згодом почав кар'єру при очільнику кінноти Хуан Вені, ставши його секретарем. Тоді ж робить перші спроби малювати. У 364 році у Нанкіні малює свою першу картину. У 366 році отримує свою першу посаду «да сима канцун», а згодом «санці чанши». Після смерті у 373 році Хуан Веня Гу Кайчжи 12 років мандрує країною, й у 392 році стає секретарем впливового імператорського службовця Ін Чжунканя. у 405 році Гу Кайчжи приймають на імператорську службу. Втім де помер Гу невідомо, лише є відомості стосовно року його смерті — 406.

## Творчість

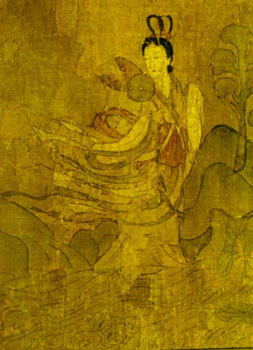
Картина Гу Кайчжи з сувою «Богиня ріки Ло»

З доробку Гу Кайчжи відомо про три картини, які слугували оформленням трактатів-сувоїв: «Мудрі та добропорядні жінки», трактату Чжан Хуа «Настанови палацевим дамам» (9 сцен), поеми Цао Чжи «Богиня ріки Ло». На сьогодні вони відомі лише у копіях.
Також Гу Кайчжи написав три трактати з теорії живопису: «Про живопис», «Введення до відомих картин часів династій Вей та Цзінь», «Живопис гори Юнтай».
У Гу Кайчжи є також численні невеликі вірші, які він складав для товаришів та друзів. Найбільш відомим є вірш на смерть Хуан Веня (373 рік).